# Olympische Jugend-Winterspiele 2020/Teilnehmer (Ukraine)
| Gelbes Symbol für Goldmedaillen mit stilisierten Olympischen Ringen | Graues Symbol für Silbermedaillen mit stilisierten Olympischen Ringen | Braundes Symbol für Bronzemedaillen mit stilisierten Olympischen Ringen |
| ------------------------------------------------------------------- | --------------------------------------------------------------------- | ----------------------------------------------------------------------- |
| —                                                                   | —                                                                     | 1                                                                       |

Die Ukraine nahm an den Olympischen Jugend-Winterspielen 2020 im Schweizerischen Lausanne mit 39 Athleten (22 Jungen und 17 Mädchen) in 12 Sportarten teil.

## Medaillen

### Medaillenspiegel
| Rang   | Sportart  | Gold | Silber | Bronze | Gesamt |
| ------ | --------- | ---- | ------ | ------ | ------ |
| 1      | Snowboard | —    | —      | 1      | 1      |
| Gesamt | Gesamt    | 0    | 0      | 1      | 1      |

### Medaillengewinner
| Name/n                             | Sportart         | Wettkampf          |
| ---------------------------------- | ---------------- | ------------------ |
| Gold                               |                  |                    |
| Wolodymyr Troschkin 1              | Eishockey        | 3×3 Turnier Jungen |
| Silber                             |                  |                    |
| Denys Pasko 1                      | Eishockey        | 3×3 Turnier Jungen |
| Bronze                             |                  |                    |
| Orest Kowalenko                    | Freestyle-Skiing | Big Air            |
| Sofija Nesterowa Artem Darenskyj 1 | Eiskunstlauf     | Teamwettbewerb     |

## Teilnehmer nach Sportarten

### Biathlon
| Athleten                                                    | Wettbewerbe          | Zeit        | Fehler      | Rang |
| ----------------------------------------------------------- | -------------------- | ----------- | ----------- | ---- |
| Jungen                                                      |                      |             |             |      |
| Stepan Kinasch                                              | 7,5 km Sprint        | 20:08,0 min | 1 (0+1)     | 8    |
| Stepan Kinasch                                              | 12 km Einzel         | 35:58,7 min | 5 (2+0+2+1) | 8    |
| Mark Kosak                                                  | 7,5 km Sprint        | 21:11,3 min | 3 (0+3)     | 22   |
| Mark Kosak                                                  | 12 km Einzel         | 37:48,1 min | 4 (2+0+1+1) | 20   |
| Serhij Kryschtal                                            | 7,5 km Sprint        | 23:07,3 min | 4 (1+3)     | 61   |
| Serhij Kryschtal                                            | 12 km Einzel         | 40:45,5 min | 7 (4+2+0+1) | 57   |
| Witalij Mandsyn                                             | 7,5 km Sprint        | 19:59,8 min | 1 (1+0)     | 5    |
| Witalij Mandsyn                                             | 12 km Einzel         | 39:44,6 min | 6 (1+2+0+3) | 48   |
| Mädchen                                                     |                      |             |             |      |
| Tetjana Prodan                                              | 6 km Sprint          | 20:24,6 min | 2 (0+2)     | 28   |
| Tetjana Prodan                                              | 10 km Einzel         | 38:36,5 min | 6 (0+2+2+2) | 44   |
| Darja Skrjabina                                             | 6 km Sprint          | 21:41,2 min | 3 (0+3)     | 57   |
| Darja Skrjabina                                             | 10 km Einzel         | 39:14,8 min | 6 (0+3+0+3) | 51   |
| Hanna Skrypko                                               | 6 km Sprint          | 20:41,2 min | 1 (1+0)     | 32   |
| Hanna Skrypko                                               | 10 km Einzel         | 37:25,3 min | 4 (2+0+1+1) | 27   |
| Wiktorija Schukowska                                        | 6 km Sprint          | 21:34,7 min | 1 (1+0)     | 53   |
| Wiktorija Schukowska                                        | 10 km Einzel         | 39:37,5 min | 4 (1+1+1+1) | 53   |
| Mixed                                                       |                      |             |             |      |
| Hanna Skrypko Stepan Kinasch                                | Single Mixed-Staffel | 43:06,8 min | 0+1 0+7     | 6    |
| Hanna Skrypko Tetjana Prodan Stepan Kinasch Witalij Mandsyn | Mixed-Staffel        | 1:14:46,8 h | 0+4 0+6     | 8    |

### Eishockey
Im 3×3 Eishockey spielten die Athleten in gemischten Mannschaften.
| Mannschaft               | Athleten | Vorrunde       | Vorrunde  | Halbfinale     | Halbfinale    | Finale/Spiel um Bronze | Finale/Spiel um Bronze | Rang   |
| Mannschaft               | Athleten | Gegner         | Ergebnis  | Gegner         | Ergebnis      | Gegner                 | Ergebnis               | Rang   |
| ------------------------ | --- | -------------- | --------- | -------------- | ------------- | ---------------------- | ---------------------- | ------ |
| Jungen Трошкін Володимир | |                |           |                |               |                        |                        |        |
| _ Team Grün              | Nicolas Elgas Artjom Pronitschkin Nathan Nicoud Wolodymyr Troschkin Pablo González Maks Perčič Yam Yau Alessandro Segafredo Illja Korsun Marek Potšinok Patrik Dalen Levente Hegedűs Štěpán Maleček | _ Team Gelb    | 10:5      | _ Team Schwarz | 7:3           | _ Team Rot             | 10:4                   | Gold   |
| _ Team Grün              | Nicolas Elgas Artjom Pronitschkin Nathan Nicoud Wolodymyr Troschkin Pablo González Maks Perčič Yam Yau Alessandro Segafredo Illja Korsun Marek Potšinok Patrik Dalen Levente Hegedűs Štěpán Maleček | _ Team Braun   | 8:6       | _ Team Schwarz | 7:3           | _ Team Rot             | 10:4                   | Gold   |
| _ Team Grün              | Nicolas Elgas Artjom Pronitschkin Nathan Nicoud Wolodymyr Troschkin Pablo González Maks Perčič Yam Yau Alessandro Segafredo Illja Korsun Marek Potšinok Patrik Dalen Levente Hegedűs Štěpán Maleček | _ Team Rot     | 9:8 n. V. | _ Team Schwarz | 7:3           | _ Team Rot             | 10:4                   | Gold   |
| _ Team Grün              | Nicolas Elgas Artjom Pronitschkin Nathan Nicoud Wolodymyr Troschkin Pablo González Maks Perčič Yam Yau Alessandro Segafredo Illja Korsun Marek Potšinok Patrik Dalen Levente Hegedűs Štěpán Maleček | _ Team Blau    | 11:6      | _ Team Schwarz | 7:3           | _ Team Rot             | 10:4                   | Gold   |
| _ Team Grün              | Nicolas Elgas Artjom Pronitschkin Nathan Nicoud Wolodymyr Troschkin Pablo González Maks Perčič Yam Yau Alessandro Segafredo Illja Korsun Marek Potšinok Patrik Dalen Levente Hegedűs Štěpán Maleček | _ Team Grau    | 14:6      | _ Team Schwarz | 7:3           | _ Team Rot             | 10:4                   | Gold   |
| _ Team Grün              | Nicolas Elgas Artjom Pronitschkin Nathan Nicoud Wolodymyr Troschkin Pablo González Maks Perčič Yam Yau Alessandro Segafredo Illja Korsun Marek Potšinok Patrik Dalen Levente Hegedűs Štěpán Maleček | _ Team Orange  | 8:6       | _ Team Schwarz | 7:3           | _ Team Rot             | 10:4                   | Gold   |
| _ Team Grün              | Nicolas Elgas Artjom Pronitschkin Nathan Nicoud Wolodymyr Troschkin Pablo González Maks Perčič Yam Yau Alessandro Segafredo Illja Korsun Marek Potšinok Patrik Dalen Levente Hegedűs Štěpán Maleček | _ Team Schwarz | 4:6       | _ Team Schwarz | 7:3           | _ Team Rot             | 10:4                   | Gold   |
| _ Team Rot               | Juho Lukkari Denys Pasko Lin Wei-yu Aleks Menc Matija Dinić Peter Repčík Mackenzie Stewart Dylan Wesseling Tjaš Lesničar Sander Salvær Jan Hornecker Matthias Bittner Maël Halladj                  | _ Team Orange  | 6:8       | _ Team Braun   | 9:7           | _ Team Grün            | 4:10                   | Silber |
| _ Team Rot               | Juho Lukkari Denys Pasko Lin Wei-yu Aleks Menc Matija Dinić Peter Repčík Mackenzie Stewart Dylan Wesseling Tjaš Lesničar Sander Salvær Jan Hornecker Matthias Bittner Maël Halladj                  | _ Team Schwarz | 12:9      | _ Team Braun   | 9:7           | _ Team Grün            | 4:10                   | Silber |
| _ Team Rot               | Juho Lukkari Denys Pasko Lin Wei-yu Aleks Menc Matija Dinić Peter Repčík Mackenzie Stewart Dylan Wesseling Tjaš Lesničar Sander Salvær Jan Hornecker Matthias Bittner Maël Halladj                  | _ Team Grün    | 8:9 n. V. | _ Team Braun   | 9:7           | _ Team Grün            | 4:10                   | Silber |
| _ Team Rot               | Juho Lukkari Denys Pasko Lin Wei-yu Aleks Menc Matija Dinić Peter Repčík Mackenzie Stewart Dylan Wesseling Tjaš Lesničar Sander Salvær Jan Hornecker Matthias Bittner Maël Halladj                  | _ Team Grau    | 9:13      | _ Team Braun   | 9:7           | _ Team Grün            | 4:10                   | Silber |
| _ Team Rot               | Juho Lukkari Denys Pasko Lin Wei-yu Aleks Menc Matija Dinić Peter Repčík Mackenzie Stewart Dylan Wesseling Tjaš Lesničar Sander Salvær Jan Hornecker Matthias Bittner Maël Halladj                  | _ Team Braun   | 11:5      | _ Team Braun   | 9:7           | _ Team Grün            | 4:10                   | Silber |
| _ Team Rot               | Juho Lukkari Denys Pasko Lin Wei-yu Aleks Menc Matija Dinić Peter Repčík Mackenzie Stewart Dylan Wesseling Tjaš Lesničar Sander Salvær Jan Hornecker Matthias Bittner Maël Halladj                  | _ Team Gelb    | 15:13     | _ Team Braun   | 9:7           | _ Team Grün            | 4:10                   | Silber |
| _ Team Rot               | Juho Lukkari Denys Pasko Lin Wei-yu Aleks Menc Matija Dinić Peter Repčík Mackenzie Stewart Dylan Wesseling Tjaš Lesničar Sander Salvær Jan Hornecker Matthias Bittner Maël Halladj                  | _ Team Blau    | 18:11     | _ Team Braun   | 9:7           | _ Team Grün            | 4:10                   | Silber |
| Mädchen                  | |                |           |                |               |                        |                        |        |
| _ Team Orange            | Polina Lubenez Wang Meihe Sanne Claessens Saskia Rohregger Isabel Walberg Molly Lukowiak Yoo Seo-young Nadia Sancha Sena Hasegawa Dóra Véghelyi Emma Hofbauer Julija Wolkowa Kristina Chernova      | _ Team Rot     | 8:6       | ausgeschieden  | ausgeschieden | ausgeschieden          | ausgeschieden          | 8      |
| _ Team Orange            | Polina Lubenez Wang Meihe Sanne Claessens Saskia Rohregger Isabel Walberg Molly Lukowiak Yoo Seo-young Nadia Sancha Sena Hasegawa Dóra Véghelyi Emma Hofbauer Julija Wolkowa Kristina Chernova      | _ Team Blau    | 12:1      | ausgeschieden  | ausgeschieden | ausgeschieden          | ausgeschieden          | 8      |
| _ Team Orange            | Polina Lubenez Wang Meihe Sanne Claessens Saskia Rohregger Isabel Walberg Molly Lukowiak Yoo Seo-young Nadia Sancha Sena Hasegawa Dóra Véghelyi Emma Hofbauer Julija Wolkowa Kristina Chernova      | _ Team Gelb    | 4:9       | ausgeschieden  | ausgeschieden | ausgeschieden          | ausgeschieden          | 8      |
| _ Team Orange            | Polina Lubenez Wang Meihe Sanne Claessens Saskia Rohregger Isabel Walberg Molly Lukowiak Yoo Seo-young Nadia Sancha Sena Hasegawa Dóra Véghelyi Emma Hofbauer Julija Wolkowa Kristina Chernova      | _ Team Braun   | 10:14     | ausgeschieden  | ausgeschieden | ausgeschieden          | ausgeschieden          | 8      |
| _ Team Orange            | Polina Lubenez Wang Meihe Sanne Claessens Saskia Rohregger Isabel Walberg Molly Lukowiak Yoo Seo-young Nadia Sancha Sena Hasegawa Dóra Véghelyi Emma Hofbauer Julija Wolkowa Kristina Chernova      | _ Team Schwarz | 14:8      | ausgeschieden  | ausgeschieden | ausgeschieden          | ausgeschieden          | 8      |
| _ Team Orange            | Polina Lubenez Wang Meihe Sanne Claessens Saskia Rohregger Isabel Walberg Molly Lukowiak Yoo Seo-young Nadia Sancha Sena Hasegawa Dóra Véghelyi Emma Hofbauer Julija Wolkowa Kristina Chernova      | _ Team Grün    | 6:8       | ausgeschieden  | ausgeschieden | ausgeschieden          | ausgeschieden          | 8      |
| _ Team Orange            | Polina Lubenez Wang Meihe Sanne Claessens Saskia Rohregger Isabel Walberg Molly Lukowiak Yoo Seo-young Nadia Sancha Sena Hasegawa Dóra Véghelyi Emma Hofbauer Julija Wolkowa Kristina Chernova      | _ Team Grau    | 2:5       | ausgeschieden  | ausgeschieden | ausgeschieden          | ausgeschieden          | 8      |

### Eiskunstlauf
| Athleten                         | Wettbewerbe | Kurzprogramm/-tanz | Kurzprogramm/-tanz | Kür/Kürtanz | Kür/Kürtanz | Gesamt | Gesamt |
| Athleten                         | Wettbewerbe | Punkte             | Rang               | Punkte      | Rang        | Punkte | Rang   |
| -------------------------------- | ----------- | ------------------ | ------------------ | ----------- | ----------- | ------ | ------ |
| Jungen                           |             |                    |                    |             |             |        |        |
| Andrij Kokura                    | Einzel      | 62,48              | 6                  | 19,20       | 10          | 171,68 | 9      |
| Mixed                            |             |                    |                    |             |             |        |        |
| Anna Tschernjawska Oleh Muratow  | Eistanz     | 52,24              | 7                  | 79,37       | 8           | 131,61 | 7      |
| Sofija Nesterowa Artem Darenskyj | Paarlauf    | 45,82              | 7                  | 82,65       | 7           | 128,47 | 7      |

| Athleten | Wettbewerb     | Jungen Einzel | Jungen Einzel | Mädchen Einzel | Mädchen Einzel | Paarlauf | Paarlauf | Eistanz | Eistanz  | Gesamt   | Gesamt |
| Athleten | Wettbewerb     | Punkte        | Teampkt.      | Punkte         | Teampkt.       | Punkte   | Teampkt. | Punkte  | Teampkt. | Teampkt. | Rang   |
| --- | -------------- | ------------- | ------------- | -------------- | -------------- | -------- | -------- | ------- | -------- | -------- | ------ |
| Mixed |                |               |               |                |                |          |          |         |          |          |        |
| Team Motivation Andrij Kokura Alessia Tornaghi Diana Muchametsjanowa / Ilja Mironow Gina Zehnder / Beda-Leon Sieber  | Teamwettbewerb | 100,38        | 3             | 125,22         | 6              | 101,89   | 7        | 60,87   | 1        | 17       | 5      |
| Team Future Matteo Nalbone Anna Frolowa Wang Yuchen / Huang Yihang Anna Tschernjawska / Oleh Muratow                 | Teamwettbewerb | 73,89         | 1             | 126,00         | 7              | 91,35    | 4        | 80,86   | 3        | 15       | 7      |
| Team Vision Andrei Mosaljow Regina Schermann Sofija Nesterowa / Artem Darenskyj Natalie D’Alessandro / Bruce Waddell | Teamwettbewerb | 154,97        | 7             | 95,37          | 3              | 86,53    | 2        | 95,73   | 6        | 18       | Bronze |

### Freestyle-Skiing
| Athleten        | Wettbewerbe | Qualifikation | Qualifikation | Finale | Finale | Rang   |
| Athleten        | Wettbewerbe | Punkte        | Rang          | Punkte | Rang   | Rang   |
| --------------- | ----------- | ------------- | ------------- | ------ | ------ | ------ |
| Jungen          |             |               |               |        |        |        |
| Orest Kowalenko | Big Air     | 83,00         | 5             | 179,50 | 3      | Bronze |
| Orest Kowalenko | Slopestyle  | 71,33         | 7             | 70,00  | 9      | 9      |

### Nordische Kombination
| Athleten             | Wettbewerb           | Skispringen | Skispringen | Skispringen | Langlauf    | Langlauf | Rang |
| Athleten             | Wettbewerb           | Weite       | Punkte      | Rang        | Zeit        | Rang     | Rang |
| -------------------- | -------------------- | ----------- | ----------- | ----------- | ----------- | -------- | ---- |
| Jungen               |                      |             |             |             |             |          |      |
| Andrij Pylyptschuk   | Normalschanze / 6 km | 79,5 m      | 95,7        | 21          | 17:50,3 min | 23       | 21   |
| Walentyn Jaschtschuk | Normalschanze / 6 km | DSQ         | DSQ         | DSQ         | DSQ         | DSQ      | DSQ  |

### Rennrodeln
| Athlet                                                               | Wettbewerb   | Lauf 1   | Lauf 1 | Lauf 2   | Lauf 2 | Gesamt       | Gesamt |
| Athlet                                                               | Wettbewerb   | Zeit     | Rang   | Zeit     | Rang   | Zeit         | Rang   |
| -------------------------------------------------------------------- | ------------ | -------- | ------ | -------- | ------ | ------------ | ------ |
| Jungen                                                               |              |          |        |          |        |              |        |
| Oleh-Roman Pylypiw                                                   | Einsitzer    | 55,446 s | 15     | 55,293 s | 13     | 1:50,739 min | 13     |
| Bohdan Babura Wadym Mykyjewytsch                                     | Doppelsitzer | DSQ      | DSQ    | DSQ      | DSQ    | DSQ          | DSQ    |
| Mädchen                                                              |              |          |        |          |        |              |        |
| Julianna Tunyzka                                                     | Einsitzer    | 55,425 s | 4      | 55,151 s | 5      | 1:50,576 min | 5      |
| Nadija Antonjuk Oleksanda Moch                                       | Doppelsitzer | 56,773 s | 7      | 58,530 s | 11     | 1:55,303 min | 10     |
| Mixed                                                                |              |          |        |          |        |              |        |
| Julianna Tunyzka Oleh-Roman Pylypiw Bohdan Babura Wadym Mykyjewytsch | Teamstaffel  | –        | –      | –        | –      | 2:58,744 min | 6      |

### Shorttrack
| Athlet            | Wettbewerb | Vorlauf      | Vorlauf | Viertelfinale | Viertelfinale | Halbfinale    | Halbfinale    | Finale        | Finale        | Rang |
| Athlet            | Wettbewerb | Zeit         | Rang    | Zeit          | Rang          | Zeit          | Rang          | Zeit          | Rang          | Rang |
| ----------------- | ---------- | ------------ | ------- | ------------- | ------------- | ------------- | ------------- | ------------- | ------------- | ---- |
| Jungen            |            |              |         |               |               |               |               |               |               |      |
| Danylo Fedorenko  | 500 m      | 44,844 s     | 3       | ausgeschieden | ausgeschieden | ausgeschieden | ausgeschieden | ausgeschieden | ausgeschieden | 22   |
| Danylo Fedorenko  | 1000 m     | 1:33,042 min | 2       | 1:32,144 min  | 4             | ausgeschieden | ausgeschieden | ausgeschieden | ausgeschieden | 15   |
| Mädchen           |            |              |         |               |               |               |               |               |               |      |
| Tetjana Sarwanska | 500 m      | 47,578 min   | 3       | ausgeschieden | ausgeschieden | ausgeschieden | ausgeschieden | ausgeschieden | ausgeschieden | 22   |
| Tetjana Sarwanska | 1000 m     | 1:45,982 min | 3       | ausgeschieden | ausgeschieden | ausgeschieden | ausgeschieden | ausgeschieden | ausgeschieden | 20   |

### Skeleton
| Athlet             | Lauf 1      | Lauf 1 | Lauf 2      | Lauf 2 | Gesamt      | Gesamt |
| Athlet             | Zeit        | Rang   | Zeit        | Rang   | Zeit        | Rang   |
| ------------------ | ----------- | ------ | ----------- | ------ | ----------- | ------ |
| Mädchen            |             |        |             |        |             |        |
| Lansija Dmytrijewa | 1:13,23 min | 14     | 1:13,89 min | 15     | 2:27,12 min | 15     |

### Ski Alpin
| Athleten             | Wettbewerbe  | 1. Lauf     | 1. Lauf | 2. Lauf     | 2. Lauf | Gesamt      | Gesamt |
| Athleten             | Wettbewerbe  | Zeit        | Rang    | Zeit        | Rang    | Zeit        | Rang   |
| -------------------- | ------------ | ----------- | ------- | ----------- | ------- | ----------- | ------ |
| Jungen               |              |             |         |             |         |             |        |
| Taras Filjak         | Riesenslalom | 1:09,56 min | 38      | 1:09,19 min | 29      | 2:18,75 min | 32     |
| Taras Filjak         | Slalom       | 40,66 s     | 30      | 42,66 s     | 24      | 1:23,32 min | 23     |
| Taras Filjak         | Super-G      | –           | –       | –           | –       | 57,60 s     | 35     |
| Taras Filjak         | Kombination  | 57,60 s     | 35      | 37,54 s     | 32      | 1:35,14 min | 29     |
| Mädchen              |              |             |         |             |         |             |        |
| Kateryna Schepilenko | Riesenslalom | 1:13,69 min | 42      | DSQ         | DSQ     | DSQ         | DSQ    |
| Kateryna Schepilenko | Slalom       | DNF         | DNF     | DNF         | DNF     | DNF         | DNF    |
| Kateryna Schepilenko | Super-G      | –           | –       | –           | –       | 1:04,14 min | 44     |
| Kateryna Schepilenko | Kombination  | 1:04,14 min | 44      | 42,88 s     | 30      | 1:47,02 min | 32     |

### Skilanglauf
| Athleten               | Wettbewerbe     | Qualifikation | Qualifikation | Viertelfinale | Viertelfinale | Halbfinale    | Halbfinale    | Finale        | Finale        | Rang |
| Athleten               | Wettbewerbe     | Zeit          | Rang          | Zeit          | Rang          | Zeit          | Rang          | Zeit          | Rang          | Rang |
| ---------------------- | --------------- | ------------- | ------------- | ------------- | ------------- | ------------- | ------------- | ------------- | ------------- | ---- |
| Jungen                 |                 |               |               |               |               |               |               |               |               |      |
| Wolodymyr Aksjuta      | 10 km klassisch | –             | –             | –             | –             | –             | –             | 30:00,2 min   | 36            | 36   |
| Wolodymyr Aksjuta      | Sprint Freistil | 3:37,46 min   | 52            | ausgeschieden | ausgeschieden | ausgeschieden | ausgeschieden | ausgeschieden | ausgeschieden | 52   |
| Wolodymyr Aksjuta      | Langlauf-Cross  | 4:47,80 min   | 51            | ausgeschieden | ausgeschieden | ausgeschieden | ausgeschieden | ausgeschieden | ausgeschieden | 51   |
| Oleksandr Lissohor     | 10 km klassisch | –             | –             | –             | –             | –             | –             | 30:18,0 min   | 41            | 41   |
| Oleksandr Lissohor     | Sprint Freistil | 3:23,95 min   | 20            | 3:51,41 min   | 6             | ausgeschieden | ausgeschieden | ausgeschieden | ausgeschieden | 28   |
| Oleksandr Lissohor     | Langlauf-Cross  | 4:31,80 min   | 19            | 4:24,86 min   | 5             | ausgeschieden | ausgeschieden | ausgeschieden | ausgeschieden | 15   |
| Mädchen                |                 |               |               |               |               |               |               |               |               |      |
| Anastassija Kompanijez | 5 km klassisch  | –             | –             | –             | –             | –             | –             | 17:10,2 min   | 51            | 51   |
| Anastassija Kompanijez | Sprint Freistil | 3:01,84 min   | 36            | ausgeschieden | ausgeschieden | ausgeschieden | ausgeschieden | ausgeschieden | ausgeschieden | 36   |
| Anastassija Kompanijez | Langlauf-Cross  | 5:55,11 min   | 54            | ausgeschieden | ausgeschieden | ausgeschieden | ausgeschieden | ausgeschieden | ausgeschieden | 54   |
| Anastassija Nikon      | 5 km klassisch  | –             | –             | –             | –             | –             | –             | 16:58,2 min   | 49            | 49   |
| Anastassija Nikon      | Sprint Freistil | 3:13,20 min   | 57            | ausgeschieden | ausgeschieden | ausgeschieden | ausgeschieden | ausgeschieden | ausgeschieden | 57   |
| Anastassija Nikon      | Langlauf-Cross  | 6:02,64 min   | 61            | ausgeschieden | ausgeschieden | ausgeschieden | ausgeschieden | ausgeschieden | ausgeschieden | 61   |

### Skispringen
| Athleten             | Wettbewerb    | 1. Durchgang | 1. Durchgang | 1. Durchgang | 2. Durchgang | 2. Durchgang | 2. Durchgang | Gesamt | Gesamt |
| Athleten             | Wettbewerb    | Weite        | Punkte       | Rang         | Weite        | Punkte       | Rang         | Punkte | Rang   |
| -------------------- | ------------- | ------------ | ------------ | ------------ | ------------ | ------------ | ------------ | ------ | ------ |
| Jungen               |               |              |              |              |              |              |              |        |        |
| Anton Kortschuk      | Normalschanze | 72,5 m       | 80,4         | 29           | 69,5 m       | 84,0         | 27           | 164,4  | 28     |
| Jurij Janjuk         | Normalschanze | 66,5 m       | 68,3         | 34           | 68,5 m       | 69,3         | 35           | 137,6  | 34     |
| Mädchen              |               |              |              |              |              |              |              |        |        |
| Witalina Herassymjuk | Normalschanze | 59,0 m       | 62,6         | 28           | 64,0 m       | 63,6         | 26           | 126,2  | 27     |
| Tetjana Pylyptschuk  | Normalschanze | 63,0 m       | 65,0         | 25           | 63,0 m       | 55,1         | 29           | 120,1  | 28     |

### Snowboard
| Athleten                                                                    | Wettbewerbe                        | Vorrunde | Viertelfinale | Halbfinale    | Finale            | Rang |
| Athleten                                                                    | Wettbewerbe                        | Rang     | Rang          | Rang          | Rang              | Rang |
| --------------------------------------------------------------------------- | ---------------------------------- | -------- | ------------- | ------------- | ----------------- | ---- |
| Jungen                                                                      |                                    |          |               |               |                   |      |
| Iwan Maljowannyj                                                            | Snowboardcross                     | 6        | –             | ausgeschieden | ausgeschieden     | 15   |
| Mixed                                                                       |                                    |          |               |               |                   |      |
| Mixed Team 1 Chloé Passerat Lia Nilsson Iwan Maljowannyj Kilian Himmelsbach | Ski-/Snowboardcross Teamwettbewerb | –        | 1             | 4             | Kleines Finale: 1 | 5    |